# Farnoldia
Farnoldia is een botanische naam voor een geslacht van korstmossen behorend tot de familie Lecideaceae. De typesoort is Farnoldia jurana.

## Soorten
Het geslacht bestaat volgens Index Fungorum uit de volgende zes soorten (peildatum april 2022):
| Soortnaam              | Auteur(s)                    | Publicatiejaar |
| ---------------------- | ---------------------------- | -------------- |
| Farnoldia dissipabilis | (Nyl.) Hertel                | 1983           |
| Farnoldia hypocrita    | (A. Massal.) Hertel          | 1992           |
| Farnoldia jurana       | (Schaer.) Hertel             | 1983           |
| Farnoldia micropsis    | (A. Massal.) Hertel          | 1983           |
| Farnoldia muscigena    | (Vězda) Tretiach & Hafellner | 2000           |
| Farnoldia similigena   | (Nyl.) Hertel                | 1983           |